# Kim Vilfort
Kim Vilfort (Valby, 15 de Novembro de 1962) é um ex-futebolista dinamarquês. Em 1991, Vilfort foi eleito jogador dinamarquês do ano e, no ano seguinte foi campeão europeu com a Dinamarca.

## Carreira
Vilfort fez parte do elenco da Seleção Dinamarquesa de Futebol da Eurocopa de 1988, 1992 e 1996.

## Títulos
Brøndby
- Campeonato Dinamarquês: 1987, 1988, 1990, 1991, 1996, 1997, 1998
- Copa da Dinamarca: 1989, 1994,1998

Dinamarca
- Eurocopa: 1992

### Individuais
- Jogador Dinamarquês do Ano: 1991